# Déspota (título)
Déspota (griego: δεσπότης, despotēs, femenino: δέσποινα, despoina, búlgaro y serbio деспот, despot, femenino: деспотица, despotitsa) es un título bizantino que también se otorgaba en el Imperio latino, Imperio búlgaro, Imperio serbio e Imperio de Trebisonda.

## Orígenes
El término original griego despotēs significaba simplemente "señor" y era el sinónimo de kyrios. Como el equivalente del título latino dominus, el término despotēs empezó a referirse al emperador romano, ocasionalmente utilizado en lugares formales, como, por ejemplo, monedas.
El título despotēs se otorgaba a los miembros de la casa imperial. Esta tradición empezó con el futuro rey Bela III de Hungría, como el futuro yerno y heredero del emperador bizantino, Manuel I Comneno, en 1163. Según Gyula Moravcsik, el título fue una simple traducción del título húngaro de Béla "Úr" (maestro o señor), pero otros historiadores creen que viene del título romano dominus. 
La mayoría de los despotēs fueron yernos de los emperadores bizantinos, que acostumbraban proclamar a sus hijos mayores como comonarcas (symbasileus). El título despotēs fue título cortés sin funciones ni poderes militares ni administrativas específicas, a pesar de que disfrutaban el honor más grande después del emperador. 
Después de la Cuarta Cruzada, el título pasó a utilizarse en los Estados sucesores del Imperio bizantino, y lo otorgaba cualquier monarca que tenía el título imperial, incluyendo los emperadores del Imperio latino, del Imperio de Trebisonda, zares del Imperio búlgaro o del Imperio serbio. El título despotēs también podía ser otorgado por un emperador a un extranjero noble por los lazos familiares o por servicios prestados. Por ejemplo, en el Imperio de Trebisonda el título fue otorgado a los herederos al trono, como diferencia con todos los demás cargos. 
Son los últimos 200 años cuando el título de déspota adquiere una connotación negativa.

## Insignia
Los despotēs bizantinos usaban ropa especial que guardaba semejanza con las vestimentas del emperador bizantino:
- Corona mural (con cuatro merlones para hijos imperiales, y uno para yerno imperial).
- túnica roja o de color púrpura, normalmente decorada con los águilas imperiales.
- botas de color rojo o púrpura.

En Serbia y Bulgaria, las insignias se cambiaron según preferencias locales.

## Despotados
Después de la Cuarta Cruzada, ciertos despotēs se asociaban con unos territorios en particular, como por ejemplo:
- Despotado de Epiro
- Despotado de Morea
- Despotado de Serbia

Es importante subrayar que el término despotado utilizado para estos territorios no es lo más exacto, dado que el título de despotēs no fue hereditario ni intrínseco respecto a jurisdicción de ningún territorio en especial. Según eso, el uso apropiado sería déspota en Morea y no déspota de Morea. 
El hecho de que todos los déspotas de Morea fuesen de la misma familia se debió a que los emperadores siempre otorgaban ese título a sus hijos menores, que se convertían en gobernadores de ese territorio en particular. 
Los gobernadores de Epiro y Serbia llevaban el título de déspota no por el derecho hereditario, sino por el otorgamiento de emperadores sucesivos.
Al morir el último emperador bizantino, Constantino XI el 29 de mayo de 1453, la proclamación de despotes se hizo irregular. El papa Paulo II otorgó ese título a Andrés Paleólogo, heredero del trono bizantino en 1465 y despotes de Morea. El rey húngaro también proclamaba a sus vasallos serbios en Vojvodina, en la frontera con el Imperio otomano.